# اچ‌ام‌اس نیمن (۱۸۰۹)
اچ‌ام‌اس نیمن (۱۸۰۹) (به انگلیسی: HMS Niemen (1809)) یک کشتی است که طول آن ۱۵۴ فوت ۲ ۱⁄۲ اینچ (۴۷٫۰ متر) می‌باشد. این کشتی در سال ۱۸۰۹ ساخته شد.